# Лице
Лице је централни чулни орган и такође важан централни изражавање емоција међу људима и међу многим другим врстама. Лице се нормално налази на предњој (фронталној, ростралној или вентралној) површини главе животиња или људи, иако немају све животиње лице. Лице је од круцијалне важности за људски идентитет, оштећења као што су ожиљци или развојни деформитети имају за последицу не само физичку неугодност.

## Људско лице
Предњи део главе човека зове се лице. Укључује неколико одвојених области, од којих су главне карактеристике:
- Чело, које обухвата кожу до почетка косе на челу, ограничена бочно слепочницама, а ниже обрвама и ушима
- Око смештено је у очној дупљи и заштићено је капцима и трепавицама
- Различит облик људског носа, ноздрва и назалног септума
- Образи прекривају горњу вилицу и доњу вилицу (или чељусти), екстремитет на којем је брада.
- Уста са горњом усном одвојена су филтрумом, понекад откривају зубе.

Изглед лица је од виталне важности за људско препознавање и комуникацију. Мишићи лица код људи омогућавају изразе емоција.
Лице само по себи је веома осетљива област људског тела и његов израз може да промени периоде кад је мозак стимулисан било којим од ових пет дражи: додир, температура, мирис, укус, слух, визуелни стимули.

## Индивидуалитет и препознавање
Лице је особина која најбоље разликује особу. Специјализоване регије људског мозга, као што су фузиформна регија лица (FFA), омогућавају фацијално препознавање; када су оне оштећене, може бити немогуће препознати лица чак и присних чланова породице. Образац специфичних органа, као што су очи, или њихови делови, коришћени су у биометријској идентификацији за јединствено идентификовање индивидуа.
На облик лица утиче структура костију лобање, и свако лице је јединствено кроз анатомску варијацију присутну у костима висцеокранијума (и неурокранијума, али такође су важна мека ткива, као што су масно, космато и кожно (чија боја може да варира)).
Лице се мења током времена, и има сличне карактеристике код деце или беба, као што истакнути масни јастучићи усана нестају током времена, њихова улога код одојчета је да стабилизује образе током сисања.
Иако масни јастучићи на уснама често буду умањени у величини, истакнутост костију се повећава с годинама како оне расту и развијају се.
Мишићи лица играју важну улогу у изражавању емоција, и варирају код различитих појединаца, што додатно повећава биодиверзитет као и карактеристике лица.

## Емоције
Лица су од суштинске важности за изражавање емоција, свесног или несвесног. То је показано и у Екмановом и Фризеновом истраживању Универзале и културолошке разлике у препознавању израза емоција на лицу. Мрштење означава неодобравање; осмех обично значи да је неко задовољан. Могућност читања емоција с лица друге особе је суштинска основа емпатије и способности тумачења реакција особе и вероватноће последичних понашања. У једној студији се користи мултимодални тест препознавања емоција с намером да се одреди како би се мерила осећања. У овом истраживању настојало се на коришћењу уређаја за мерење како би се проценило који људи с лакоћом то раде сваки дан: читају емоције са лица.
Људи су такође релативно добри у одређивању тога да ли је осмех прави или лажан. Скоро истраживање посматрало је индивидуе који би процењивали усиљене и искрене осмехе. Док су млади и стари с једнаком успешношћу могли да уоче разлику младих који се смеју, старији одрасли учесници надмашили су на испитивању одрасле учеснике у разликовању позираног и спонтаног осмеха. Ово указује да са искуством и годинама, људи постаји прецизнији у спознавању правих емоција различитих старосних група.